# Allocation personnalisée d'autonomie
Pour les articles homonymes, voir APA.
En France, l'allocation personnalisée d'autonomie (APA) est une mesure sociale en faveur des personnes âgées et dépendantes :
- Elle constitue un droit universel dont l'objet est la prise en charge des personnes âgées, de plus de 60 ans, en perte d'autonomie.
- Elle permet de bénéficier des aides et services nécessaires à l'accomplissement des actes essentiels de la vie mais également pour les personnes dont l'état nécessite une surveillance particulière.
- C'est une aide personnalisée et répond aux besoins particuliers de chaque bénéficiaire.
- Elle concerne aussi bien les personnes âgées résidant à domicile que les personnes âgées hébergées en établissement.
- Cette mesure remplace la prestation spécifique dépendance (PSD) et permet ainsi à des personnes moins dépendantes d'en bénéficier : GIR 4 à la place de GIR 3

Elle est entrée en vigueur en France au 1er janvier 2002 et a été instaurée par Paulette Guinchard-Kunstler, membre du gouvernement socialiste du premier ministre Lionel Jospin.

## Conditions d'accès à l'APA
- Être âgé de 60 ans révolus,
- Justifier d'une perte d'autonomie évaluée par l'équipe médico-sociale de secteur à l'aide d'une grille d'évaluation nationale nommée AGGIR (échelle de 1 à 6). Seuls les GIR 1 à 4 peuvent prétendre à l'allocation personnalisée d'autonomie,
- Résider de façon stable et régulière en France.
- Résider soit à son domicile, soit chez un accueillant familial, soit dans un établissement dont la capacité d'accueil est inférieure à 25 places, soit dans une résidence autonomie pour personnes valides[1].
- L'attribution de l'APA n'est pas soumise à des conditions de ressources mais son calcul tient compte des revenus du bénéficiaire.
- Contrairement à la PSD (Prestation Spécifique Dépendance) qui l'a précédée, « les sommes servies au titre de l'APA ne font pas l'objet d'un recouvrement sur la succession du bénéficiaire, sur le légataire ou sur le donataire ».

## Pièce justificatives obligatoires
- Pour les personnes de nationalité française ou les ressortissants de l'Union Européenne, une copie valide au choix :
  - Du livret de famille
  - De la Carte Nationale d'Identité (CNI) ou du passeport
  - De l'extrait d'acte de naissance datant de moins de 6 mois
- Pour les étrangers non européens, une copie valide du titre de séjour
- Une copie du dernier avis d'imposition ou de non imposition sur le revenu
- Toute pièce justificative du patrimoine dormant
- Un relevé d'identité bancaire (RIB)[2]

## Procédure d'attribution

### Constitution du dossier de demande
Le dossier est constitué auprès du Centre communal d'action sociale (CCAS) de la commune de résidence qui le transmet au Conseil départemental. Le dossier de demande est constitué d'un formulaire de demande APA et d'un certificat médical obligatoire ou facultatif selon le département, présenté à la commission départementale APA qui fixe le montant de l'aide en fonction du plan d'aide établi et du ticket modérateur.

### Évaluation de la perte d'autonomie
Les équipes médico-sociales évaluent la perte d'autonomie en relation avec le médecin traitant de la personne âgée. Par suite, elles proposent un plan d'aide qui est soumis pour acceptation à la personne âgée et à son entourage. Ce plan d'aide peut comporter par exemple la rémunération d'une aide à domicile ou d'un accueillant familial, des aides concernant le transport ou la livraison de repas, des aides techniques et des mesures d'adaptation du logement et un accueil temporaire (en établissement ou famille d'accueil).

### Validation du plan d'aide
Le demandeur dispose de 10 jours à compter de la réception du plan d'aide pour l'accepter ou demander des modifications. En cas de demande de modification, une nouvelle proposition parviendra au demandeur dans les 8 jours suivants et devra être acceptée dans les 10 jours après réception.

### Instruction administrative
Lors de l'instruction administrative, les données et déclarations transmises par le demandeur sont vérifiées. Dans le cadre de cette vérification, les administrations publiques, collectivités territoriales, organismes de sécurité sociale et organismes de retraite complémentaire peuvent être tenus de transmettre toute information demandée par le Conseil Départemental.

### Attribution de l'aide
Une fois le dossier de demande complété et enregistré, le demandeur recevra la décision d'attribution ou de refus de l'APA dans un délai maximum de 2 mois.

## Que finance l'APA?
- Pour les personnes âgées résidant à domicile : l’APA pourra d’une part servir à financer des installations spécifiques (comme l’aménagement de sanitaires adaptés au grand âge) et d’autre part, servir à financer l’intervention d’un auxiliaire de vie sociale.
- Pour les personnes âgées résidant en établissement spécialisé : l’APA couvrira le tarif dépendance requis par la maison de retraite (hors ticket modérateur)[3].

## Montant
Le montant de l'APA est égal au montant de la fraction du plan d'aide utilisé, auquel est soustrait une certaine somme restant à charge selon les revenus (appelée aussi participation financière). Ce montant ne peut pas dépasser un montant mensuel maximum défini selon le groupe iso-ressources (GIR) de rattachement.
| GIR   | Montant mensuel maximum |
| ----- | ----------------------- |
| GIR 1 | 1 807,89 €              |
| GIR 2 | 1 462,08 €              |
| GIR 3 | 1 056,57 €              |
| GIR 4 | 705,13 €                |

Le montant mensuel maximum peut être majoré de maximum 510,26 € si un proche aidant a besoin de répit et de maximum 1 013,77 € en cas d'hospitalisation du proche aidant.

## Revenus non cumulables avec l'APA
L’allocation personnalisée d’autonomie n’est pas cumulable avec certains revenus. Une personne ne peut pas faire une demande d’allocation simple versée dans le cadre de l’aide ménagère à domicile si reçoit l'APA. Elle ne peut pas cumuler avec l’aide en nature versée sous forme d’aide ménagère à domicile et la prestation de compensation du handicap (PCH). Enfin, elle ne peut pas cumuler l'APA avec la majoration pour aide constante d’une tierce personne (PCRTP). Si la personne perçoit déjà la PCRTP, elle peut déposer un dossier de demande d’Allocation personnalisée d’autonomie et voir entre les deux allocations celles qui convient le mieux.

## Bilan

### Bilan au 30 juin 2003
| Année | nombre de bénéficiaires   | Coût en milliards d'euros |
| ----- | ------------------------- | ------------------------- |
| 2002  | 605 000 [réf. nécessaire] | 1,5                       |
| 2003  | 758 000 [réf. nécessaire] | 3,7                       |
| 2004  | 800 000 [réf. nécessaire] | 4 (estimation)            |

Premier bilan de l'Allocation personnalisée d'autonomie après dix-huit mois de mise en œuvre. Source DREES - « Études et Résultats » no 259 - septembre 2003
- 1 390 000 demandes ont été déposées auprès des conseils généraux.
- 1 210 000 ont fait l'objet d'une décision favorable dans 83 % des cas.
- 151 000 dossiers ont concerné des renouvellements ou des révisions.
- 723 000 personnes âgées de 60 ans ont bénéficié de l'APA, et 15,8 % des Français de plus de 75 ans.
- 54 % des bénéficiaires vivent à domicile et 46 % en établissement.
- le montant moyen du plan d'aide à domicile est de 478 euros par mois et de 346 euros en établissement.

### Bilan en 2014
En 2014, l’allocation personnalisée d’autonomie (APA) représente les neuf dixièmes de l’ensemble des aides sociales des départements en faveur des personnes âgées  Le reste des aides aux personnes âgées est consacré à l’aide sociale à l’hébergement (ASH), à l’accueil chez des particuliers ou aux aides ménagères.
Le nombre de bénéficiaires payés est de 1 252 000, il progresse de 1 % en 2014, soit une croissance plus faible que celle observée sur la période 2010-2014 (+2 % en croissance annuelle moyenne depuis 2010).

#### L’APA en établissement
Elle est versée à 511 000 personnes âgées, soit 41 % de l’ensemble des bénéficiaires payés de l’allocation (à domicile et en établissement). Parmi les bénéficiaires de l’APA en établissement, 60 % sont très dépendants et classés en groupe isoressources (GIR) 1 ou 2, selon la grille AGGIR. Ils sont 17 % à être évalués en GIR 3, les moins dépendants (GIR4) représentant 23 % des bénéficiaires. La répartition par âge des bénéficiaires de l’APA en établissement (EHPAD) est similaire pour tous les niveaux de GIR18 (graphique 9). Les personnes de moins de 65 ans ne représentent que 1 % à 2 % de ces bénéficiaires tandis que celles de 85 ans et plus sont nettement majoritaires (entre 66 % et 69 % des bénéficiaires selon le GIR).

#### L'APA à domicile
741 000 personnes perçoivent l’APA à domicile, soit 59 % de l’ensemble des bénéficiaires de cette allocation. Leur nombre est stable entre 2013 et 2014, pour la première fois depuis la création de l’APA. 59 % des bénéficiaires de l’APA à domicile sont, selon la grille AGGIR, modérément dépendants (GIR 4, Graphique 4). Ils perçoivent 40 % des montants versés pour l’APA à domicile. Les personnes évaluées en GIR 3 représentent 22 % des bénéficiaires et 27 % des montants versés. Celles évaluées en GIR 2 regroupent 16 % des bénéficiaires mais 28 % des montants versés. Enfin, les personnes les plus dépendantes évaluées en GIR 1 représentent 2 % des bénéficiaires et 5 % des montants versés. La proportion des bénéficiaires de l’APA à domicile de moins de 65 ans est faible quel que soit le niveau de dépendance (1 % pour les GIR 1 à 3 et 2 % pour le GIR 4). Les bénéficiaires de 80 ans ou plus sont majoritaires quel que soit le niveau de dépendance, leur proportion variant de 72 % en GIR 4 à 79 % en GIR 1. Les personnes de 85 ans et plus sont moins présentes en GIR 4 (47 % contre 57 % parmi les GIR 1).

## Plan national pour les personnes âgées
De surcroît à l'APA, un plan national d'un coût de 9 milliards d'euros, a été pris fin 2003 pour privilégier et accompagner :
- le maintien à domicile le plus longtemps possible des personnes âgées ;
- la modernisation des maisons de retraite ;
- la création de 10 000 places nouvelles médicalisées ;
- le recrutement de 15 000 soignants.

Le financement de ce plan, pris pour prendre en compte le vieillissement de la population, fait appel à la solidarité des salariés français qui devront renoncer à un jour férié et donc travailler huit heures de plus pour leurs aînés. Cette mesure a été vue comme une remise en place de la corvée depuis longtemps disparue du système d'impôt français.

## Critiques
Cette mesure sociale, que ses détracteurs disent coûteuse, fut mise à la charge des conseils généraux, sans concertation préalable. Il fut reproché, toujours par ses détracteurs, un manque de financement de la part de l'État, ce qui obligea certain conseils généraux à augmenter la fiscalité locale (jusqu’à 60 % pour certains [réf. nécessaire]).
La méthode d'analyse de la dépendance par la grille AGGIR est aussi critiquable. Voir à http://www.bevernage.com/geronto/aggir.htm
Un amendement du Senat début décembre 2007 a envisagé des possibilités de recouvrement  sur la succession des sommes versées aux personnes âgées (tel que ce fut le cas pour la Prestation Spécifique Dépendance). Cet amendement a été repoussé à la fin de décembre 2007 par la commission mixte paritaire.